# Internationale Dag van de Palliatieve Zorg
De Internationale Dag van de Palliatieve Zorg – "World Hospice and Palliative Care Day" – wordt sinds 2005 jaarlijks op de 2e zaterdag in oktober georganiseerd.
Op deze dag wordt de aandacht gevestigd op palliatieve zorg om zo meer bekendheid te geven aan deze zorgvorm en deze te stimuleren.
De doelen van die dag zijn,
- Kenbaarheid te geven aan het hospice en de palliatieve zorg over de hele wereld.
- Bewustwording en begrip vergroten op zowel het medische-, sociale-, praktische als spirituele vlak – van mensen met een levensbeperkende ziekte en hun families.
- Fondsen te werven om hospices en palliatieve zorgdiensten over de hele wereld te ondersteunen en te ontwikkelen.